# Johann Frühwirth
Johann Frühwirth, auch Frühwirt; Fruewerdt; Fruhwirth, (* 1640 in Wien; † 13. November 1701 ebenda) war ein österreichischer Bildhauer des Barock.

## Leben
Johann Frühwirth ist 1660 als Geselle des Bildhauers Johann Baptist Fischer in Graz nachweisbar. 1667 erhielt er das Wiener Bürgerrecht in Wien; später war er Mitglied des Äußeren Rates. Durch seine ältere Schwester Eva war er mit dem Bildhauer Tobias Kracker verschwägert. 1666 heiratete er Maria Werner, eine Schwester des Malers Johann Christoph Werner. 1670 erwarb er ein Haus an der Fischerstiege (Nr. 375), das er bis zu seinem Tod bewohnte. 1687 war dies auch die erste Wiener Wohnadresse Johann Bernhard Fischers von Erlach.
Seine Söhne Johann Gabriel Frühwirth (* 23. März 1668, zuletzt urkundlich 1734 erwähnt) und Karl Joseph Frühwirth (* 2. Juni 1675, † 17. Februar 1714), waren ebenfalls als Bildhauer tätig, ohne dass über sie Weiteres bekannt wäre. Seine Töchter waren mit Künstlern verheiratet: Anna Maria mit dem Maler Christian Kerl (1684); Regina mit dem Goldschmied Octavian Cogsel (1687); Anna Catharina mit dem Bildhauer Franz Ignaz Bendl (1692).
1922 wurde die Frühwirthgasse in Wien-Meidling nach dem Bildhauer benannt.

## Werk
- 1667 Hochaltar der Kirche des Deutschen Ordens in Wien (Skulpturen von Petrus, Paulus, Katharina, Barbara und Antonius; heute verschollen)
- 1669 drei Decken in Innenräumen der Wiener Hofburg
- 1680 mit seinem Schwager Johann Christoph Werner: Altar in der Hofburgkapelle (Hl. Dreifaltigkeit und vier Engel, nach Abbruch der Altäre 1751 verschollen); in diesem Zusammenhang als Hofbildhauer bezeichnet
- 1677 Stift Klosterneuburg, Altar in der Schatzkammer (Anfang des 19. Jahrhunderts abgebrochen, verschollen)
- 1679 Dreifaltigkeitssäule auf dem Graben (provisorische Holzsäule die einen Gnadenstuhl auf einer korinthischen Säule sowie neun Engelsfiguren (für die Neun Chöre der Engel) zeigte; ersetzt durch die Pestsäule; Aussehen durch einen Kupferstich von Johann Martin Lerch überliefert, Abbildung),
- 1679 Figuren der Hl. Joseph und Leopold für die Brunnen am Graben (1802 durch Arbeiten von Johann Martin Fischer Fischer ersetzt)
- 1681 Stift Klosterneuburg, Arbeiten in der Turm-Kapelle
- ca. 1683–1693 Beteiligung an der Pestsäule auf dem Graben (Engel mit Fackel; Engel mit Herzogshut; die sechs oberen Reliefs am Sockel mit Emblemen sowie nicht erhaltenen Putten auf dem Geländer; stilistisch stark unter dem Einfluss von Paul Strudel, Bilder)
- 1681 Stift Klosterneuburg, Arbeiten in der Turm-Kapelle

Er war anscheinend einer der führenden Wiener Bildhauer der 2. Hälfte des 17. Jahrhunderts, doch ist sein Werk aufgrund der wenigen archivalischen Quellen und der wenigen erhaltenen Stücke nur schwer zu fassen.